# Hans Hermsdorf
Hans Hermsdorf (* 23. Dezember 1914 in Berlin; † 30. Dezember 2001 in Hamburg) war ein deutscher Politiker (SPD).
Er war von 1971 bis 1974 Parlamentarischer Staatssekretär beim Bundesminister der Finanzen.

## Leben und Beruf
Hermsdorf machte nach dem Besuch der Oberschule in Chemnitz eine kaufmännische Lehre in Sachsen. 1935 wurde er wegen illegaler politischer Betätigung zu zwei Jahren Haft verurteilt, nach Verbüßung der Strafe 1937 unter Polizeiaufsicht gestellt. Seit 1943 leistete er Kriegsdienst und geriet 1944 in sowjetische Kriegsgefangenschaft.
1946 verließ Hermsdorf wegen seiner Gegnerschaft zur Zwangsvereinigung von SPD und KPD die Sowjetische Besatzungszone und ging nach Niedersachsen. Von 1949 bis 1963 war er persönlicher Referent des SPD-Partei- und Fraktionsvorsitzenden Erich Ollenhauer. 1953 wurde er zudem Präsident der Deutschen Gesellschaft für Internationalen Jugendaustausch. 1969 war Hermsdorf mit anderen an der Gründung des Wissenschaftszentrums Berlin (WZB) beteiligt. Vom 1. Juni 1974 bis Ende 1982 war Hermsdorf Präsident der Landeszentralbank der Freien und Hansestadt Hamburg und damit auch Mitglied des Zentralbankrates der Deutschen Bundesbank. Der Zentralbankrat hatte gegen die Berufung Hermsdorfs zum Landeszentralbankpräsidenten Einspruch eingelegt, der jedoch vom Bundesrat überstimmt wurde.

## Partei
Hermsdorf war seit 1928 Mitglied der Sozialistischen Arbeiterjugend (SAJ) und seit 1932 Mitglied der SPD. 1945 wurde er in den Landesvorstand der SPD Sachsen gewählt (bis 1946). Von 1946 bis 1949 war er von der SPD als Zentralsekretär der Jungsozialisten eingesetzt. 1968 wurde er stellvertretender Bundesschatzmeister der SPD.

## Abgeordneter
Hermsdorf war von 1953 bis zur Niederlegung seines Mandates am 30. Mai 1974 Mitglied des Deutschen Bundestages. Dort war er von 1957 bis 1965 stellvertretender Vorsitzender des Rechnungsprüfungsausschusses und von 1969 bis zum 12. Mai 1971 stellvertretender Vorsitzender des Haushaltsausschusses. Von 1969 bis 1972 leitete er den Arbeitskreis V Öffentliche Finanzwirtschaft der SPD-Bundestagsfraktion.
Hans Hermsdorf ist 1953, 1965 und 1969 über die Landesliste Niedersachsen und sonst als direkt gewählter Abgeordneter des Wahlkreises Cuxhaven in den Bundestag eingezogen.

## Öffentliche Ämter
1945 wurde Hermsdorf als Bürgermeister von Oberlichtenau und, bis 1946, von Chemnitz eingesetzt, musste das Amt jedoch wegen Gegnerschaft zur Zwangsvereinigung der SPD mit der KPD zur SED niederlegen.
Vom 13. Mai 1971 bis zum 1. April 1974 war Hermsdorf Parlamentarischer Staatssekretär beim Bundesminister der Finanzen (bis 1972 beim Bundesminister für Wirtschaft und Finanzen). In dieser Eigenschaft war er auch Aufsichtsratsvorsitzender des Salzgitter-Konzerns und der Volkswagen AG.

## Ehrungen
- 1968: Verdienstkreuz 1. Klasse der Bundesrepublik Deutschland
- 1973: Großes Verdienstkreuz der Bundesrepublik Deutschland
- 1982: Großes Verdienstkreuz mit Stern und Schulterband der Bundesrepublik Deutschland